# Barbara Baehr
Barbara Hoffmann de Baehr (n. 1953) es una aracnóloga alemana en Australia.
Diplomada en la Universidad de Tubinga, trabajó en el Queensland Museum de Brisbane. Es una especialista en las arañas australianas.

## Algunas publicaciones
- 2010. A Review of the Asian Goblin Spider Genus Camptoscaphiella (Araneae, Oonopidae). Con Darrell Ubick. American Museum novitates 3697. Editor Am. Museum of Natural History, 65 pp.

- 2010. The Goblin Spiders of the New Endemic Australian Genus Cavisternum (Araneae, Oonopidae). Con Mark S. Harvey, Helen Motum Smith. American Museum novitates 3684. Editor Am. Museum of Natural History, 40 pp.

## Honores

### Eponimia[1]
- Misgolas baehrae Wishart & Rowell, 2008
- Duninia baehrae Marusik & Fet, 2009
- Niarchos baehrae Platnick & Dupérré, 2010
- Paradysderina baehrae Platnick & Dupérré, 2010
- Cosmophasis baehrae Zabka & Waldock, 2012
- Xyphinus baehrae Kranz-Baltensperger, 2014
- Battalus baehrae Raven, 2015

## Taxones descritos
- Basasteron Baehr, 2003
- Cavasteron Baehr & Jocqué, 2000
- Cavisternum Baehr, Harvey & Smith, 2010
- Colima Jocqué & Baehr, 2005
- Epicratinus Jocqué & Baehr, 2005
- Euasteron Baehr, 2003
- Hersilia albinota Baehr & Baehr, 1993
- Hersilia australiensis Baehr & Baehr, 1987
- Hersilia baliensis Baehr & Baehr, 1993
- Hersilia bifurcata Baehr & Baehr, 1998
- Hersilia clypealis Baehr & Baehr, 1993
- Hersilia deelemanae Baehr & Baehr, 1993
- Hersilia facialis Baehr & Baehr, 1993
- Hersilia feai Baehr & Baehr, 1993
- Hersilia flagellifera Baehr & Baehr, 1993
- Hersilia impressifrons Baehr & Baehr, 1993
- Hersilia kinabaluensis Baehr & Baehr, 1993
- Hersilia longbottomi Baehr & Baehr, 1998
- Hersilia madang Baehr & Baehr, 1993
- Hersilia mainae Baehr & Baehr, 1995
- Hersilia martensi Baehr & Baehr, 1993
- Hersilia mimbi Baehr & Baehr, 1993
- Hersilia mjoebergi Baehr & Baehr, 1993
- Hersilia nentwigi Baehr & Baehr, 1993
- Hersilia nepalensis Baehr & Baehr, 1993
- Hersilia novaeguineae Baehr & Baehr, 1993
- Hersilia simplicipalpis Baehr & Baehr, 1993
- Hersilia sundaica Baehr & Baehr, 1993
- Hersilia tenuifurcata Baehr & Baehr, 1998
- Hersilia tibialis Baehr & Baehr, 1993
- Hersilia vicina Baehr & Baehr, 1993
- Hersilia wellswebberae Baehr & Baehr, 1998
- Holasteron Baehr, 2004
- Leptasteron Baehr & Jocqué, 2001
- Masasteron Baehr, 2004
- Minasteron Baehr & Jocqué, 2000
- Murricia cornuta Baehr & Baehr, 1993
- Neotama Baehr & Baehr, 1993
- Notasteron Baehr, 2005
- Pentasteron Baehr & Jocqué, 2001
- Phenasteron Baehr & Jocqué, 2001
- Promurricia Baehr & Baehr, 1993
- Promurricia depressa Baehr & Baehr, 1993
- Pseudasteron Jocqué & Baehr, 2001
- Pseudasteron simile Jocqué & Baehr, 2001
- Spinasteron Baehr, 2003
- Subasteron Baehr & Jocqué, 2001
- Subasteron daviesae Baehr & Jocqué, 2001
- Tamopsis Baehr & Baehr, 1987
- Tropasteron Baehr, 2003

## Abreviatura (zoología)
La abreviatura Baehr  se emplea para indicar a Barbara Baehr como autoridad en la descripción y taxonomía en zoología.